# Portal i finestra gòtica de la casa al carrer del Mar, 9 (Sant Pol de Mar)
El Portal i finestra gòtica de la casa al carrer del Mar, 9 és una obra gòtica de Sant Pol de Mar (Maresme) inclosa a l'Inventari del Patrimoni Arquitectònic de Catalunya.

## Descripció
Portal i finestra gòtics col·locats a la façana principal, orientada cap al mar, d'una casa del segle XX anomenada Can Coromines. És un portal d'arc de mig punt de tretze dovelles de granit damunt el qual hi ha una finestra conopial de pedra, d'una sola llinda i ampit motllurat. A la part interior de la finestra hi ha els festejadors, que són uns petits seients que aprofiten el gruix del mur. La relació espacial de la finestra noble, de pedra picada, centrada al damunt del portal és característic e les masies del segle xv i XVI. Generalment el treball sobre pedra realitzat en aquest tipus de finestres era executat per picapedrers agremiats.

## Història
Portal i finestra foren traslladats des de la masia enrunada anomenada Can Guillem o Can vives, pel senyor Pere Coromines Muntanyà l'any 1922 i 1923.